# 김유미 (바둑 기사)
김유미(金宥美)는 대한민국의 아마추어 바둑 기사이다. 

## 약력
1997년 바둑TV 계시자, 1998년 KBS 바둑왕전 계시자로 활동한 후 여류바둑계로 활동했다. 